# Carmeuse
A Carmeuse egy belga mész és mészkőtermékeket gyártó cég. A Carmeuse csoportnak vannak termelőkapacitásai Európában, Észak-Amerikában és Afrikában. Magyarországon a cég két üzemmel képviselteti magát Beremenden (székhely) és Miskolc - Hejőcsabán.

## Története
A vállalatot 1860-ban alapították Liège városában. Az évek során a cég túlnőtt Nyugat-Európán. Olaszország, Franciaország és Hollandia után Közép-Kelet Európában szerzett újabb üzemeket: Szlovákia, Csehország, Románia és Magyarország. Majd Törökországban és Boszniában.
Az Amerikai kontinensen az Amerikai Egyesült Államokban és Kanadában van jelen. Afrikában pedig Ghánában.

## Tevékenység
A meszet a mindennapi élet számos területén használják.
A Carmeuse számos alkalmazást fejlesztett ki ipari használatra (acélipar, színesfémgyártás, vegyipar, papíripar, festékgyártás), élelmiszergyártásra (állati és humán élelmiszerek egyaránt, építőiparra (habarcsgyártás, porobeton gyártás, öntömörödő beton gyártás, mész-homok tégla gyártása), környezetvédelmi felhasználásra (iszapkezelés, füstgáztisztítás, kármentesítés).

## Külső hivatkozások
- A cég honlapja